# Ailee
Ailee (hangul: 에일리, ur. 30 maja 1989), właśc. Amy Lee – koreańsko-amerykańska piosenkarka, autorka tekstów. Jest związana z firmą YMC Entertainment w Korei Południowej i Warner Music w Japonii.
Przed debiutem jako piosenkarka K-popowa Ailee związana była z Muzo Entertainment w Stanach Zjednoczonych. W 2010 roku przeprowadziła się do Korei Południowej, gdzie zdała przesłuchanie i została artystką YMC Entertainment. Po tym, jak zdobyła uznanie za swój śpiew podczas specjalnego odcinka Singer and Trainee, dostała rolę w serialu Dream High 2.

## Historia

### Wczesne życie
Ailee urodziła się w Denver, w Kolorado, 30 maja 1989 roku, ale dorastała w New Jersey. Przed koreańskim debiutem Ailee podpisała kontrakt z niezależną agencją Muzo Entertainment z siedzibą w Nowym Jorku i New Jersey. Od dziecka chciała zostać piosenkarką. Studiowała komunikację na Pace University, ale porzuciła naukę w celu kontynuowania kariery w muzyce.

### 2010–2011: Początki kariery
Ailee przeprowadziła się do Korei Południowej w 2010 roku, dzięki znajomościom wujka trafiła na przesłuchania do agencji muzycznej. Zaśpiewała „Resignation” grupy Big Mama i została na miejscu zwerbowana do YMC Entertainment.
Będąc jeszcze stażystką wystąpiła w utworze Wheesunga „They Are Coming”, który ukazał się w październiku 2011 roku. Zaśpiewała także w piosence Deciphera i Jaya Parka „Catch Me If You Can”. Ailee wystąpiła wraz z Jayem Parkiem, Art of Movement, Johnnyphlo, Decipher i Clara C w „projectKorea III”, który odbył się na Uniwersytecie Rutgersa w 2010 roku. We wrześniu 2011 roku Ailee i Wheesung wystąpili w specjalnym odcinku Singer and Trainee w Chuseok. Ailee wykonała „Halo” Beyoncé zdobywając pozytywną reakcję publiczności. Po jej występie sędzia powiedział: „Gdziekolwiek się udaje, ma potencjał, by być wielką gwiazdą, zdecydowanie ma głos”. Po ocenie wszystkich uczestników Ailee zdobyła pierwsze miejsce.

### 2012: Debiut z „Heaven” i pierwszy minialbumInvitation

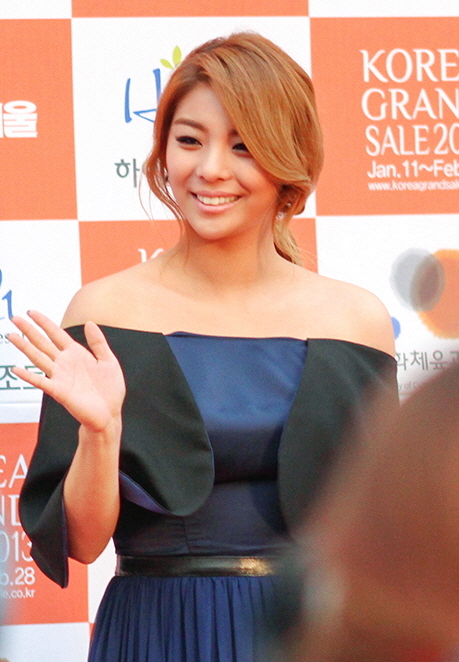
Ailee podczas 22nd Seoul Music Awards

6 lutego 2012 roku ukazał się teledysk do debiutanckiej piosenki Ailee – „Heaven”. Utwór został napisany i wyprodukowany przez kolegę z wytwórni – Wheesunga. W teledysku gościnnie wystąpił Gikwang z Beast. Cyfrowy singel został wydany 9 lutego. Później tego samego dnia zadebiutowała na scenie w programie muzycznym M Countdown. Zaledwie miesiąc po swoim debiucie zdobyła dwie nagrody podczas Cyworld Music Awards: „Piosenka Miesiąca” i „Debiutant Miesiąca”. Ailee zdobyła także nagrodę dla najlepszego nowego artysty podczas Asia Song Festival.
W marcu 2012 roku Ailee po raz pierwszy wystąpiła w programie Immortal Songs 2, wykonując piosenkę Patti Kim „Light and Shadow” z 1967 roku. Patti Kim później stwierdziła, że będzie „następną wspaniałą piosenkarką”. 19 maja, w drugiej części segmentu o J.Y. Park, wykonała jego debiutancki utwór „Do not Leave Me”. Pokonała Lee Hae-ri z duetu Davichi różnicą jednego punktu. W sierpniu zapowiedziała tymczasową przerwę w występach w programie, aby skupić się na swojej karierze. Ostatni występ odbył się 6 sierpnia, a odcinek wyemitowano 1 września.
16 października Ailee wydała swój debiutancki minialbum Invitation, zawierający sześć utworów, w tym główny pt. „I'll Show You” (kor. 보여줄게). 18 października piosenkarka wystąpiła z „I'll Show You” w M Countdown. 23 listopada udało jej się zdobyć pierwsze trofeum w programie muzycznym Music Bank pokonując „Gangnam Style” PSY-a. Za swoją pracę muzyczną w 2012 roku Ailee została wyróżniona nagrodą dla najlepszego nowego artysty podczas Seoul Music Awards, MelOn Music Awards, Mnet Asian Music Awards, Golden Disk Awards oraz „New Female Solo Artist” podczas Gaon Chart Music Awards. Ailee została również zaproszona jako gość VIP na 55. ceremonię wręczenia nagród Grammy i wystąpiła 7 lutego podczas Pre-Grammy Party.

### 2013–2014:A’s Doll House, japoński debiut iMagazine
4 lipca 2013 roku Ailee ogłosiła, że wyda swój drugi minialbum zatytułowany A’s Doll House. Płyta ukazała się 12 lipca. Główny singel „U&I” znalazł się na szczycie list przebojów w ciągu czterech godzin od premiery i zdobył status „All-Kill”. Minialbum okazał się być bardzo popularny, jako że został wyprzedany w prawie wszystkich sklepach w Korei pierwszego dnia od wydania. Zamówienia przekroczyły ilość zapasów, a przedstawiciel agencji Ailee stwierdził, że „tempo sprzedaży tego albumu jest wielokrotnie większe niż w przypadku poprzedniego albumu”.
4 sierpnia 2013 roku ujawniono, że Ailee zadebiutuje w Japonii z japońską wersją piosenki „Heaven” pod wytwórnią Warner Music Japan. Teledysk został wydany 21 października. Ailee zaczęła promować tę piosenkę z pokazem w Shibuya O-East, Tokio, tego samego dnia. Singel ukazał się 6 listopada i zawierał dodatkowo utwór „Starlight”.
16 grudnia 2013 ujawniono, że Ailee powróci po sześciomiesięcznej przerwie, w styczniu 2014 roku. Zwiastun teledysku został wydany 2 stycznia, przed premierą pełnej wersji. Zarówno pełny teledysk do „Singing Got Better” (kor. 노래가 늘었어) jak i cyfrowa piosenka zostały wydane 6 stycznia. Na teledysku wystąpił Lee Joon z MBLAQ. Piosenka znalazła się na 1. miejscu koreańskich internetowych rankingów: Mnet, Bugs, Olleh, Soribada, Naver Music, Daum Music i Genie.
12 kwietnia piosenkarka ponownie pojawiła się w odcinku Immortal Songs 2; tematem odcinka były „słynne amerykańskie piosenki w Korei Południowej”, a Ailee została wybrana jako pierwsza. Wykonała utwór „I Will Always Love You” Whitney Houston, utworu oryginalnie napisanego i nagranego przez piosenkarkę country Dolly Parton w 1974 roku. 16 września zapowiedziano przez oficjalne konto YMC Entertainment na Twitterze comeback Ailee. 21 września 2014 roku ukazał się zwiastun teledysku do piosenki „Don't Touch Me” (kor. 손대지마). Utwór został napisany przez wspólnie przez artystkę, Min Yun-jae oraz Jakops. Pełna wersja teledysku została wydana 25 września, wraz z minialbumem Magazine. Pierwszą wygraną z piosenką „Don't Touch Me” w programie muzycznym (Inkigayo) zdobyła 5 października.

### 2015–2016: pierwszy koncert solowy,VIVIDiA New Empire
Po zakończeniu wspólnej trasy z Jay Park i San E Unite the Mic Tour w Toronto w marcu 2015 roku, zapowiedziano pierwszy solowy koncert piosenkarki, trzy lata po jej debiucie. 19 maja poinformowano, że Fatal Attraction odbędzie się 4 lipca na Stadionie Gimnastycznym w Seoul Olympic Park – sali koncertowej, która pomieści 3000 osób. Bilety zostały udostępnione do sprzedaży 27 maja za pośrednictwem sklepu internetowego Interpark i pobiły rekord najszybciej sprzedających się biletów na stronie. Podczas koncertu wystąpili z Ailee różni artyści, którzy pomagali jej śpiewać wiele z jej duetów i piosenek. Zaśpiewała „Shut Up” z Showry, „Like Nobody Knows” i „Comma 07” z Cheetah, „Wash Away” i „Officially Missing You” z Geeks, „NimA” i „Shower of Tears” z Baechigi, a także „Touch My Body” i „Let's Go Travel” z Shin Bo-ra.
20 września ogłoszono na oficjalne konto YMC Entertainment na Twitterze, że Ailee powróci z nowym wydawnictwem. 8 września ujawniono, że Ailee doznała urazu stopy podczas kręcenia jej teledysku dzień wcześniej. W rezultacie YMC Entertainment oświadczyło, że data powrotu Ailee może zostać przesunięta. 29 września poinformowano, że comeback Ailee odbędzie się zgodnie z planem; jedynym warunkiem było to, że przez wszystkie działania promocyjne Ailee będzie siedziała. 22 września ukazała się zapowiedź teledysku do głównego singla z nowej płyty, „Mind Your Own Business” (kor. 너나 잘해), na kanale YouTube'a. Pierwszy album studyjny Ailee, VIVID, został wydany 30 września 2015 roku, a swoje pierwsze trofeum w programie muzycznym artystka wygrała 7 października (w Show Champion). Ailee po raz trzeci z rzędu została wyróżniona nagrodą dla najlepszej wokalistki podczas MAMA 2015, tym razem za „Mind Your Own Business”.
13 lipca 2016 roku Mnet potwierdził uczestnictwo Ailee w programie Superstar K 2016 jako jury.
16 sierpnia ogłoszono, że Ailee przygotowuje się do wydania kolejnego wydawnictwa. Podczas jego produkcji pracowała z wieloma różnymi artystami – jednym z nich była Yoon Mi-rae. Na albumie pojawiła się także piosenka nagrana z duetem hip-hopowym z wytwórni tej samej wytwórni, Baechigi. 19 sierpnia zwiastun teledysku do „If You”, z gościnnym udziałem Nayoung z I.O.I, został opublikowany na kanałach LOEN i YMC Entertainment w serwisie YouTube. Teledysk do „If You” ukazał się w dniu premiery singla – 23 sierpnia 2016 roku. Piosenka stała się hitem, zajmując 1. pozycję w rankingu Melon, tygodniowych listach Gaon Digital Chart, Download Chart oraz BGM. 2 grudnia Ailee po raz kolejny została wyróżniona nagrodą dla najlepszej wokalistki, tym razem za „If You”, podczas MAMA 2016 – rekordową, czwartą z rzędu wygraną w tej kategorii. 28 września oficjalny serwis YMC Entertainment ogłosił zapowiedź głównego utworu „Home” z kolejnego minialbumu piosenkarki A New Empire. 5 października ukazała się płyta A New Empire wraz z teledyskiem do „Home”, który ukazał się na oficjalnym kanale LOEN i YMC Entertainment. W teledysku i piosence wystąpiła Yoon Mi-rae. Na minialbumie pojawił się również artysta Eric Nam. A New Empire uplasował się na 10. pozycji Gaon Album Chart oraz 9. miejscu listy Billboard World Albums.

## Dyskografia
Albumy studyjne
| Rok  | Dane dot. albumu                                                                                   | Najwyższa pozycja | Sprzedaż     |
| Rok  | Dane dot. albumu                                                                                   | KOR               | Sprzedaż     |
| ---- | -------------------------------------------------------------------------------------------------- | ----------------- | ------------ |
| 2015 | Vivid - Wydany: 1 października 2015 - Wytwórnia: YMC Entertainment - Format: CD, digital download  | 7                 | - KOR: 4554+ |
| 2019 | butterFLY - Wydany: 2 lipca 2019 - Wytwórnia: Dream T Entertainment - Format: CD, digital download | 32                | - KOR: 2580+ |

Minialbumy
| Rok  | Dane dot. albumu                                                                                         | Najwyższa pozycja | Sprzedaż       |
| Rok  | Dane dot. albumu                                                                                         | KOR               | Sprzedaż       |
| ---- | --- | ----------------- | -------------- |
| 2012 | Invitation - Wydany: 16 października 2012 - Wytwórnia: YMC Entertainment - Format: CD, digital download  | 10                | - KOR: 14 135+ |
| 2013 | A's Doll House - Wydany: 12 lipca 2013 - Wytwórnia: YMC Entertainment - Format: CD, digital download     | 6                 | - KOR: 10 920+ |
| 2014 | Magazine - Wydany: 25 września 2014 - Wytwórnia: YMC Entertainment - Format: CD, digital download        | 6                 | - KOR: 6251+   |
| 2016 | A New Empire - Wydany: 5 października 2016 - Wytwórnia: YMC Entertainment - Format: CD, digital download | 10                | - KOR: 2478+   |

Single
| Rok                                                                                | Tytuł                                                       | Najwyższa pozycja | Najwyższa pozycja | Najwyższa pozycja | Sprzedaż          | Album          |
| Rok                                                                                | Tytuł                                                       | KOR               | Korea K-pop 100   | JPN               | Sprzedaż          | Album          |
| Koreańskie                                                                         | Koreańskie                                                  | Koreańskie        | Koreańskie        | Koreańskie        | Koreańskie        | Koreańskie     |
| ---------------------------------------------------------------------------------- | ----------------------------------------------------------- | ----------------- | ----------------- | ----------------- | ----------------- | -------------- |
| 2012                                                                               | „Heaven”                                                    | 3                 | 3                 | —                 | - KOR: 3 227 917+ | Invitation     |
| 2012                                                                               | „I Will Show You (보여줄게)”                                | 3                 |                   | —                 | - KOR: 2 429 492+ | Invitation     |
| 2013                                                                               | „U&I”                                                       | 1                 | 1                 | —                 | - KOR: 1 487 770+ | A’s Doll House |
| 2014                                                                               | „Singing Got Better (노래가 늘었어)”                        | 1                 | 3                 | —                 | - KOR: 1 466 295+ | –              |
| 2014                                                                               | „Don't Touch Me (손대지마)”                                 | 2                 | X                 | —                 | - KOR: 1 298 479+ | Magazine       |
| 2015                                                                               | „Johnny (쟈니)”                                             | 9                 | X                 | —                 | - KOR: 205 271+   | –              |
| 2015                                                                               | „Mind Your Own Business (너나 잘해)”                        | 6                 | X                 | —                 | - KOR: 612 675+   | Vivid          |
| 2016                                                                               | „If You”                                                    | 1                 | X                 | —                 | - KOR: 408 278+   | A New Empire   |
| 2016                                                                               | „Home” (feat. Yoon Mi-rae)                                  | 20                | X                 | —                 | - KOR: 156 625+   | A New Empire   |
| 2017                                                                               | „Reminiscing (낡은 그리움)”                                 | 30                | X                 | —                 | - KOR: 52 280+    | –              |
| 2018                                                                               | „Jealousy” (feat. Gummy)                                    | 70                | —                 | —                 | dane niedostępne  | The Call       |
| 2019                                                                               | „Room Shaker”                                               |                   |                   | —                 | dane niedostępne  | butterFLY      |
| 2019                                                                               | „Sweater”                                                   |                   |                   | —                 | dane niedostępne  | –              |
| 2020                                                                               | „이별이야기 (Farewell Story Live Ver.)” (& Jung Seung-hwan) |                   |                   | —                 | dane niedostępne  | –              |
| 2020                                                                               | „제3한강교 (3rd Hangang River Bridge Live Ver.)”            |                   |                   | —                 | dane niedostępne  | –              |
| 2020                                                                               | „묻지마 (What About You)” (& Ravi)                          |                   |                   | —                 | dane niedostępne  | –              |
| Japońskie                                                                          |                                                             |                   |                   |                   |                   |                |
| 2013                                                                               | „Heaven”                                                    | —                 | —                 | 24                | JPN: 4226         | –              |
| 2014                                                                               | „U&I”                                                       | —                 | —                 | 110               | JPN: 943          | –              |
| 2015                                                                               | „Sakura”                                                    | —                 | —                 | —                 |                   | –              |
| "—" oznacza, że wydawnictwo nie było notowane. "X" oznacza, że lista nie istniała. |                                                             |                   |                   |                   |                   |                |

## Filmografia

### Seriale telewizyjne
| Rok  | Tytuł        | Rola  |
| ---- | ------------ | ----- |
| 2012 | Dream High 2 | Ailee |

### Programy rozrywkowe
| Rok       | Tytuł                          | Stacja telewizyjna | Uwagi                                   |
| --------- | ------------------------------ | ------------------ | --------------------------------------- |
| 2011      | Singer and Trainee             | MBC                | uczestniczka z Wheesungiem              |
| 2012–2017 | Immortal Songs 2               | KBS2               | uczestniczka (36 odcinków, 7 zwycięstw) |
| 2012      | Vitamin                        | JTBC               | główna obsada                           |
| 2013–2014 | Great Marriage                 | JTBC               | główna obsada                           |
| 2014      | Laws of the City               | SBS                |                                         |
| 2014      | MBC Music Ailee's Vitamin      | MBC                | główna obsada                           |
| 2014      | One Fine Day                   | MBC                |                                         |
| 2015      | King of Mask Singer            | MBC                | uczestniczka, odc. 7–8                  |
| 2016      | Duet Song Festival             | MBC                | uczestniczka, odc. 3, 25–26             |
| 2016      | Fantastic Duo                  | SBS                | uczestniczka, odc.5–6                   |
| 2016      | Superstar K 2016               | Mnet               | sędzia                                  |
| 2017      | One Night Food Trip: Food Race | O'live & tvN       | obsada, odc. 6–10                       |
| 2017      | Fantastic Duo 2                | SBS                | uczestniczka, odc.7–8, 33               |